# قانون الأسرة في اليابان
قانون الأسرة الرئيسي في اليابان هو الجزء الرابع من القانون المدني، وقانون سجل الأسرة الذي يحتوي على العديد من من قوانين سجل الاسرة وإبلاغات المكتب العام.

## خلفية سابقة
كان المنزل أو «الأسرة» هو الوحدة الاساسية في قانون الأسرة اليابانية حتى نهاية الحرب العالمية الثانية، وكانت تعتبر الأسرة المجموعة التي تتكون من الأجداد وأبنهما وزوجته وأطفالهم، وعلى الرغم من أنه كانت تعتبر الكثير من المسائل المدنية والجنائية مسؤولية الأسر كاملة وليست مسؤولية فرد. إلا أنه حتى عام 1920م، كان مجموع الأسر اليابانية مكون من %54 عائلات صغيرة. وتم إلغاء هذا النظام رسميا في عام 1947م بعد تنقيح قانون الأسرة اليابانية تحت تأثير سلطات القوات المحتلة المتحالفة، وبعد ذلك أنتقل المجتمع الياباني إلى نظام العائلات الصغيرة والذي يشابه النظام الاميركي. على كل حال، لم يبدأ عدد العائلات الصغيرة بالتوسع حتى عام 1980م حتى وصل إلى %63، وتلاشت المبادئ الكونفوشيوسية التي يقوم عليها مفهوم «الأسرة» ولكنها لا تزال تُتّبع بشكل غير رسمي إلى حد ما من قبل العديد من الشعب الياباني اليوم.

## الزواج
يأخذ الزواج الرسمي في اليابان شكل الزواج المدني ويجب تقديم إبلاغ به لدى السلطات المعنية بذلك. 
- لا يتطلب عقد الزواج الشرعي موافقة من جهة دينية أو أخوية.
- لا يسمح بالزواج للرجل ممن هو تحت سن 18 عام، والمرأة تحت سن 16 عام.
- يجب على القاصر الحصول على موافقة أحد الوالدين على الأقل للزواج.
- يمنع الجمع بين زوجتين.
- إعلان المحكمة العليا في قرار غير دستوري في عام 2016: لا تستطيع المرأة الزواج خلال مدة 6 أشهر في حال حصول فسخ أو إلغاء لعقد زواج سابق، إلا في حالة حملها أو ولادة قبل يوم واحد من ذلك.
- لا يمكن للمرأة الزواج ممن تجمعهم بها قرابة مباشرة أو قرابة غير مباشرة عن طريق الدم من الدرجة الثالثة، إلا في حالة ان يكون طفل متبنى تربطه علاقة غير مباشرة مع الأسرة عن طريق التبني.
- يمنع زواج المرأة ممن تجمعها بها قرابة مباشرة مثل المصاهرة.
- يمنع زواج أحد الوالدين أو ما علا من أقارب الزوج/ة من الطفل بالتبني.
  - ويمنع هذا النوع من الزواج لتجنب اللبس في تحديد والد الطفل، ولتجنب اللبس بين الشخص وأقاربه بالدم من عم/خال، عمة/خالة، ابن الأخ أو الأخت، اإبنة الأخ أو الأخت.
- قد يطبق قانون المنع هذا في حال انتهاء العلاقة بين الطرفين في العائلة.
- في حال كان أحد الزوجين أو كلاهما ياباني الجنسية، فإنه يتم تسجيلهم في سجل الأسرة اليابانية مع ذكر مسقط رأس كل منهما.
  - ينص القانون على أنه يجب على الزوجيين أن يحملا نفس اسم العائلة بعد زواجهما.
  - في حال كان أحد الزوجين غير ياباني الجنسية، فلا تطبق هذه الشروط.
  - يمكنهما استخدام اسم عائلة أحد الزوجين أو احتفاظ كل زوج باسم عائلته بعد الزواج.
  - في حال قام أحد الزوجين بتغيير اسم عائلته إلى اسم عائلة الزوج الآخر، فيجب أن يتم ذلك في خلال 6 أشهر من الزواج.
- عند تسجيل الأسرة، لا يتم تسجيل الزوج/ة الأجنبي (غير ياباني) وحده وإنما يتم تسجيله كتابع مثلا: زوج/ة.

## الأطفال
إذا ولد طفل لإمرأة متزوجة فمن المفترض أن يكون طفلا لزوجها، حتى في حال أن زوجها كان مشككا في أُبوَّته أو قدم بلاغاً لمحكمة الأسرة من أجل التنصل من أبوته.
في حالة ولادة طفل لإمراة غير متزوجة، أو تنصل الزوج من أبوته للطفل، فإنه يحق للزوج التقدم بدعوى لرفض الأبوة، وكما يحق للطفل أن يتقدم لمحكمة الأسرة لإجبار والده بالاعتراف به.
يسمى الأطفال تبعاً لإسم عائلة الأب منذ الولادة. أما إذا لم يكن والد الطفل معروفاً وقت ولادته، فإن الطفل يعطى اسم عائلة الأم، ولكن يمكن للطفل/ة تغييره إلى اسم عائلة الأب بعد معرفته.

## الطلاق
هناك أربع اشكال للطلاق في اليابان:
1. الطلاق بالإتفاق: وهو يحصل برِضا الطرفين.
2. الطلاق بتدخل محكمة الأسرة: وهو قرار يصدر بمساعدة وتدخل من المحكمة بسبب عدم الوصول إلى إتفاق كامل ومُرضي بين الطرفين.
3. الطلاق بحكم من محكمة الأسرة: وهو قرار صادر من محكمة الأسرة بشكل كامل بسبب عدم إمكانية التوصل إلى قرار بين الطرفين.
4. الطلاق بحكم من محكمة محلية: في حال عدم إمكانية محكمة الأسرة باتخاذ قرار فيتم تحويل القضية إلى المحكمة المحلية لإتخاذ الإجراء المناسب (طلب التحكيم هو إجراء أساسي). بمجرد أن يتم اتخاذ القرار من المحكمة فإن المحكمة تصدر قرار مصدّق وشهادة تسوية بالطلاق وإرفاقها مع سجل الطلاق.
  1. يجب على المواطنين الأجانب إثبات قدرتهم على الطلاق في بلادهم وأن الإجراءات المتبعة في اليابان تتوافق كليا مع القوانين المتبعة في بلادهم.
  2. تنتهي الحضانة المشتركة للأطفال بالطلاق: في حال كان الطلاق بالإتفاق فاإن الزوج والزوجة يقرران من هو الطرف الحاضن لكل طفل أما في أنواع الطلاق الأخرى، فإن قرار الحضانة يحدَّد إما عن طريق تدخل أو حكم المحكمة، ولكن عادة يكون الحكم لصالح الأم (خاصة إذا ولد الطفل بعد الطلاق).

## تسوية الخلافات
يوجد في اليابان نظام محاكم الأسرة والتي لها ولاية قضائية في المقام الأول على كل الخلافات داخل الأسرة، بما في ذلك الطلاق وحضانة الأطفال حيث أن محاكم الأسرة تستخدم نظام الوساطة.